# Siverek
Siverek este un oraș din Turcia.